# Fageiella ensigera
Espèce
Fageiella ensigera est une espèce d'araignées aranéomorphes de la famille des Linyphiidae.

## Distribution
Cette espèce se rencontre en Serbie, au Monténégro et au Kosovo,.

## Publication originale
- Deeleman-Reinhold, 1974 : The cave spider fauna of Montenegro (Araneae). Glasnik Republičkog Zavoda za zaštitu prirode i Prirodnjačkog Muzeja, vol. 6, p. 9-33.